# Tehachapi (miasto)
Tehachapi – miasto w Stanach Zjednoczonych, w stanie Kalifornia, w hrabstwie Kern. Według spisu ludności przeprowadzonego przez United States Census Bureau, w roku 2010 miasto Tehachapi miało 14 414 mieszkańców.

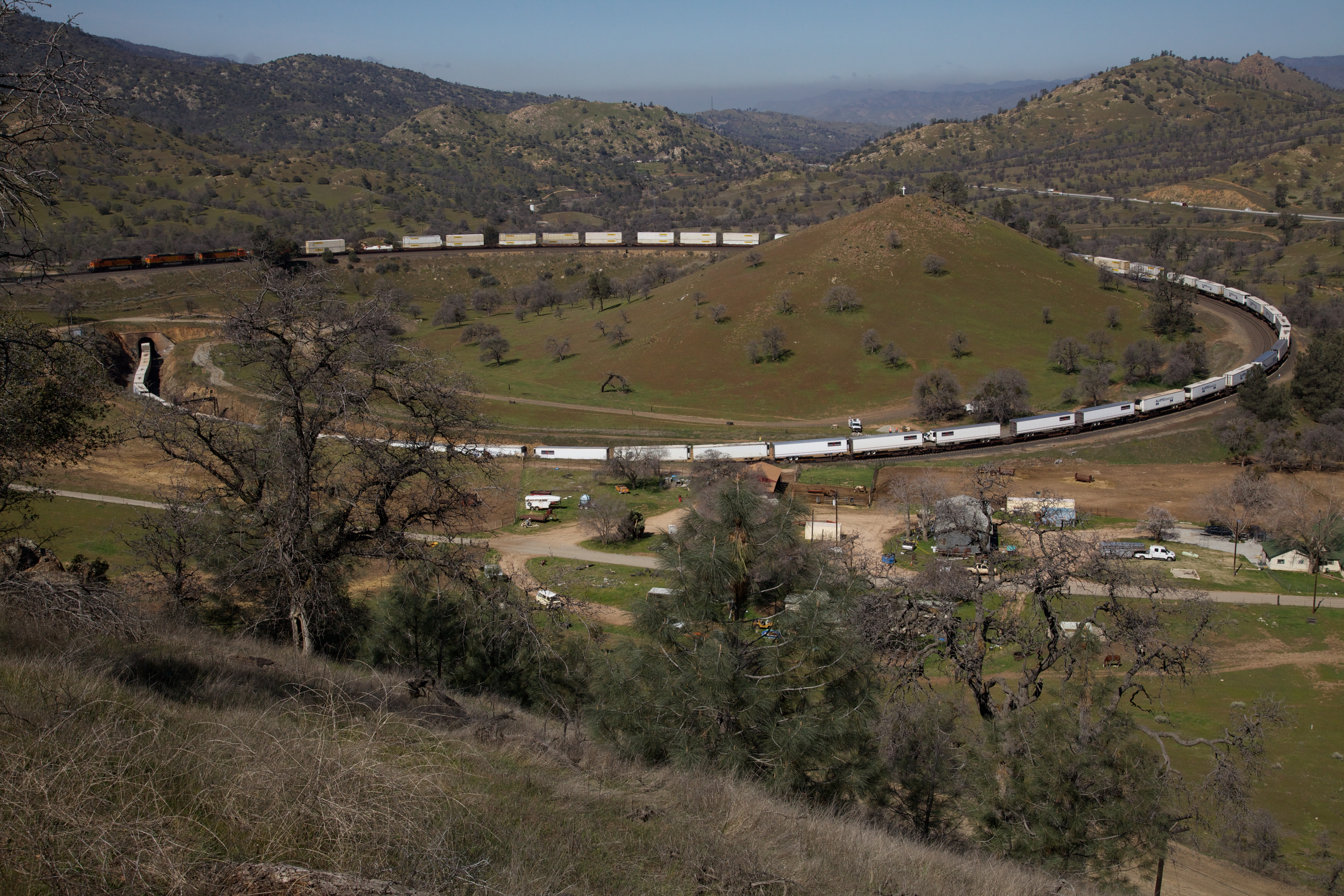
Pętla kolejowa Tehachapi Loop

Na północny zachód od miejscowości, w górach Tehachapi znajduje się nietuzinkowa linia kolejowa, która pokonując różnicę wzniesień zatacza pełną pętlę.